# Nier
Nier é um jogo eletrônico de RPG de ação desenvolvido pela Cavia e publicado pela Square Enix em abril de 2010 para PlayStation 3 e Xbox 360. Ele foi lançado no Japão em duas versões diferentes: Nier Gestalt (ニーア ゲシュタルト, Nīa Geshutaruto) para o Xbox 360 e Nier Replicant (ニーア レプリカント, Nīa Repuricanto) para o PlayStation 3; a versão Gestalt foi a lançada em outros mercados nos dois consoles com apenas o título de Nier. Uma versão combinando elementos de ambos os lançamentos estava em desenvolvimento para PlayStation Vita, porém foi cancelada em março de 2011.
O título é um spin-off da série Drakengard e ocorre após os acontecimentos do quinto final do primeiro jogo, eventos que deixaram o planeta Terra em estado de ruína. A história se passa mais de mil anos depois e acompanha Nier enquanto este tenta encontrar a cura para uma doença chamada de Rabisco Negro, a qual Yonah, sua filha ou irmã dependendo da versão, está sucumbindo. Ele se junta a um livro falante chamado de Grimório Weiss e outros dois personagens, Kainé e Emil, e inicia sua jornada a fim de encontrar a cura e compreender a natureza de criaturas conhecidas como Sombras que assombram o mundo. A jogabilidade tem elementos tirados de vários gêneros, ocasionalmente trocando entre eles e a principal jogabilidade de RPG.
O jogo foi desenvolvido para atrair jogadores mais novos e aqueles fora do Japão. A música foi composta principalmente por Keiichi Okabe, gerando o lançamento de vários álbuns. Nier teve uma recepção mista por parte da crítica especializada, que elogiou sua história, personagens e trilha sonora, enquanto opiniões mistas foram direcionadas para a conexão entre os elementos dispares da jogabilidade. Críticas negativas foram dadas para a execução de alguns elementos da jogabilidade, particularmente as missões paralelas, e para os gráficos, que foram considerados de qualidade inferior. Mesmo assim o jogo foi aclamado entre os jogadores e tornou-se cult. Uma sequência chamada Nier: Automata foi lançada em março de 2017.

## Jogabilidade

Nier enfrentando um dos chefões. A barra de vida da Sombra está na parte inferior da tela junto com um mapa dos arredores à direita, enquanto barras representando a vida e energia mágica de Nier estão no canto superior direito.

Em Nier o jogador assume o controle do protagonista Nier, um homem de meia-idade em Nier Gestalt ou um adolescente em Nier Replicant, porém existe a possibilidade de renomear o personagem. A jogabilidade é apresentada a partir de uma perspectiva em terceira pessoa, com o jogador podendo interagir com pessoas, objetos e inimigos no decorrer da história. É possível girar a câmera ao redor do personagem, permitindo uma visão de 360° dos arredores. O mundo de jogo é dividido em áreas separadas por telas de carregamento e o jogador pode navegar livremente por esses espaços andando, correndo, pulando ou escalando escadas. A câmera muda para uma visão lateral e Nier fica restringido a uma movimentação bidimensional dentro de certos locais, enquanto algumas batalhas a câmera se distância a fim de simular um shoot 'em up ou outros gêneros.
O jogador é frequentemente atacado por monstros durante suas viagens, incluindo figuras sombrias chamadas de Sombras, animais e robôs. Derrotar estes inimigos concede ao jogador pontos de experiência que podem ser empregados para melhorar os poderes de Nier e também dinheiro que pode ser usados na compra de itens. Os ataques de Nier podem ser com uma espada, uma montante ou com uma lança. Estas armas podem ser customizadas utilizando materiais comprados ou encontrados a fim de infligir maior dano ou realizarem habilidades especiais. Existe uma grande variedade de cada tipo de arma. O jogador também pode usar feitiços mágicos que necessitam de uma determinada quantidade de energia para serem conjurados. Estes feitiços incluem projéteis e punhos enormes, dentre outros; novos feitiços são adquiridos durante a primeira metade do jogo ao completar batalhas específicas. Além da história principal, Nier contém diversas missões paralelas que dão ao jogador mais pontos de experiência e dinheiro.

## Enredo
O prólogo se passa no verão de 2049 durante uma nevasca. Nier afasta os ataques de monstros etéreos dentro de uma mercearia a fim de proteger a doente Yonah, sua filha em Gestalt ou irmã em Replicant. Ele confere como a garota está após derrotar os inimigos, descobrindo que ela começou a tossir gravemente. 1312 anos depois, aparentemente os dois mesmos personagens estão vivendo em um vilarejo construído sobre as ruínas da antiga civilização. O assentamento tem pouca tecnologia e é um de vários, sendo cercado por ruínas como trilhos de trem e maquinários industriais. As áreas entre as cidades estão repletas de monstros conhecidos como Sombras.
Yonah sofre de uma doença terminal chamada de Rabisco Negro, com Nier partindo para procurar uma cura. No caminho ele encontra um livro falante chamado Grimório Weiss, que sugere que ambos se juntem a fim de utilizarem a magia de Weiss com o objetivo de achar a cura de Yonah. Em sua procura conhecem Kainé, uma espadachim temperamental e mal-humorada, e também Emil, um menino vendado cujos olhos petrificam tudo que vê. O vilarejo acaba atacado algum tempo depois por uma Sombra gigante; a batalha termina com Yonah sendo levada embora por uma Sombra mestre chamada de Senhor das Sombras que carrega seu próprio livro mágico, Grimório Noir.
Cinco anos depois, Nier e os outros estão tentando encontrar partes de uma chave que acreditam que irá ajudar a encontrar o Senhor das Sombras e o Grimório Noir. O grupo derrota cinco Sombras e formam a chave, partindo para derrotar o Senhor das Sombras. Lá eles são barrados por Devola e Popola, duas personagens que até então estavam guiando Nier em sua jornada. As duas explicam que a humanidade ficou à beira da extinção para uma doença incurável mais de 1300 anos antes. Os humanos separaram suas almas de seus corpos usando os Grimórios Weiss e Noir em uma tentativa de sobreviver. Clones resistentes à doença foram criados, nomeados de Replicantes, com a intenção de se recombinarem com suas almas, os Gestalts, assim que a doença tivesse desaparecido; Devola e Popola são na verdade dois andróides construídos para supervisionar o projeto. Entretanto, os Replicantes com o tempo desenvolveram identidades próprias enquanto os Gestalts ficaram mais agressivos contra eles e tornaram-se as Sombras.
Nier derrota as duas, com Emil se sacrificando para garantir o progresso dos outros. Os restantes encontram e derrotam o Senhor das Sombras, descobrindo que este na verdade era a forma Gestalt do Nier visto no prólogo. Ele fora o primeiro Gestalt por causa de seu desejo de proteger Yonah, tendo combinado a Yonah Gestalt com sua Replicante. Porém, a Yonah Gestalt conta ao Nier Gestalt que consegue ouvir a Yonah Replicante dentro de si, afirmando que esta ama o Nier Replicante e merece o corpo tanto quanto. Ela deixa o corpo vago e assim as formas Replicantes de Nier e Yonah finalmente se reúnem.
O passado de Kainé é revelado caso o jogador jogue o jogo outra vez, mostrando que ela é uma personagem intersexo parcialmente possuída por uma Sombra e cujos pais morreram anos antes. O jogador também adquire a habilidade de compreender o que as Sombras estão dizendo, incluindo a que possui Kainé, porém Nier, Emil e Weiss não são capazes de ouvir essas falas. Cenas adicionais são mostradas clarificando as motivações e histórias das Sombras chefões, revelando que eram pessoas sencientes que estavam tentando defender seus amigos contra Nier. O final mostra que Emil sobreviveu a seu sacrifício e que as formas Gestalt de Nier e Yonah se reencontraram no pós-vida. Jogar uma terceira vez disponibiliza a escolha para poder salvar Kainé, que está morrendo em agonia pela possessão: Nier pode matá-la e acabar com seu sofrimento ou se sacrificar por ela. Caso a segunda opção seja a escolhida, todos os personagens perdem suas memórias de Nier e o jogo deleta todos os arquivos de progresso do jogador, como se ele nunca tivesse sido jogado. Além disso, o jogador não pode escolher o mesmo nome para o personagem de Nier caso decida jogar outra vez.

## Desenvolvimento
O conceito do que tornaria-se Nier foi proposto pela primeira vez após o lançamento de Drakengard 2 e a revelação dos consoles da sétima geração. A ideia original tinha a intenção de ser o terceiro título da série Drakengard para o PlayStation 3 devido à queda de importância do PlayStation 2, para o qual Drakengard 2 tinha sido desenvolvido. Entretanto, os conceitos foram retrabalhados enquanto o projeto evoluía e o jogo acabou tornando-se um spin-off da série principal. Mesmo assim o diretor Yoko Taro o considerou como o terceiro jogo Drakengard. O tempo total de desenvolvimento foi de três anos, incluindo os planejamentos iniciais, com dois anos gastos na produção. Nier inicialmente era um projeto pequeno que cresceu para um RPG eletrônico de ação completo durante o planejamento. O desenvolvimento foi realizado pela Cavia com auxílio da Square Enix, que anteriormente já havia apoiado o desenvolvimento dos títulos Drakengard. A Square Enix teve influência mínima sobre a visão criativa, dando a Yoko grande controle criativo.
Nier se passa mais de mil anos depois dos eventos mostrados no quinto final do Drakengard original. Neste, os protagonistas Caim e Angelus viajam por uma fronteira interdimensional a fim de enfrentarem um monstro. Eles vencem a batalha e derrotam o inimigo, porém são abatidos por um caça e mortos; os restos de seus corpos causam o Rabisco Negro. De acordo com Yoko, ele focou-se nos temas mais positivos de amizade e esforço conjunto após a história sombria de Drakengard. Boa parte de Nier foi inspirada pelos ataques de 11 de setembro de 2001 e a Guerra ao Terror. O diretor pegou a ideia de um evento terrível em que os dois lados acreditam estar fazendo a coisa certa, querendo mostrar diferentes perspectivas sobre os mesmos acontecimentos. O termo "Replicante" foi tirado por Yoko do filme de ficção científica Blade Runner, porém ele não citou uma referência específica para o nome Nier, criando-o como um codinome que durou por todo o processo de desenvolvimento.
Os personagens foram desenhados por Kimihiko Fujisaka, que anteriormente tinha trabalhado nos jogos da série Drakengard. Foram criados dois desenhos diferentes para o protagonista de Nier. A equipe acreditava que o público japonês responderia melhor a um personagem mais jovem, enquanto os não-japoneses prefeririam um Nier adulto. Os desenvolvedores não realizaram nenhuma outra alteração entre as diferentes versões além da aparência do protagonista e ajuste de algumas falas a fim de refletir a natureza da relação entre Nier e Yonah; Yoko afirmou que a versão jovem do protagonista era sua visão original. Muitos personagens passaram por alterações no decorrer do desenvolvimento, com alguns precisando serem cortados: originalmente existiriam treze Grimórios, porém apenas três restaram: Weiss, Noir e Rubrum. Emil derivou-se de uma personagem feminina chamada Halua, enquanto Kainé originalmente tinha um tipo muito mais feminino que escondia sua natureza violenta. O nome original de Yonah em japonês era derivado do Jonas bíblico, porém isto não poderia ser utilizado na versão localizada por o nome estar associado com um homem, então foi alterado para Yonah. Kainé foi feita uma intersexual pois a equipe achou que encaixava-se com muitos dos aspectos de sua história pregressa. Isso causou certa comoção no ocidente, algo que os desenvolvedores não tiveram a intenção. Yoko atribuiu a sugestão original à mulheres que estavam trabalhando no jogo.
Os combates e elementos de ação de Nier foram inspirados pela série God of War, que tanto Yoko quanto o produtor Yosuke Saito gostavam. Apesar desses jogos não terem sido tão populares no Japão quanto na América do Norte, os dois acharam que a ideia de ter batalhas de chefões com diferentes estilos de combates atrairia jogadores de ambas as regiões. As ocasionais mudanças de jogabilidade e no ângulo e movimentação de câmera tinham a intenção de "acentuar a diferença entre o cenário moderno e real e o mundo de fantasia", além de relacionar-se com a história e servir de homenagem aos jogos e gêneros de antigamente. O jogo tinha a intenção de ser atrativo para jogadores mais velhos; Nier foi pensado como um RPG de ação para um mercado mais velho do que outras séries semelhantes da Square Enix. Isto influenciou a decisão de criar uma versão do jogo com um protagonista acima dos trinta anos, além de ter mais sangue e palavrões do que os típicos títulos da publicadora.
Nier originalmente tinha a intenção de ser um exclusivo do Xbox 360, porém a equipe acabou decidindo também desenvolvê-lo para o PlayStation 3 e assim dividir o lançamento japonês. A versão adulta de Nier estaria em Nier Gestalt e este seria lançado no Japão para Xbox 360 e internacionalmente em ambos os consoles, enquanto a versão mais jovem ficaria em Nier Replicant e seria lançado exclusivamente no Japão em PlayStation 3. A localização foi feita em inglês, francês e alemão e foram produzidas durante o processo de desenvolvimento para que todas fossem lançadas ao mesmo tempo, dessa forma permitindo que a Cavia e a Square Enix solicitassem opiniões da América do Norte e Europa sobre se o jogo seria atraente para jogadores ocidentais. Nier foi anunciado oficialmente em maio de 2009 antes da Electronic Entertainment Expo. Sua história foi expandida através de um áudio drama que conta os eventos diretamente após o quinto final de Drakengard, um livro suplementar intitulado Grimoire Nier contendo histórias extras e um quinto final para o jogo e um quadrinho digital detalhando histórias pregressas dos personagens e mundo.

### Música
A trilha sonora de Nier foi composta em colaboração com o estúdio Monaca, consistindo em Keiichi Okabe, Kakeru Ishihama e Keigo Hoashi, além de Takafumi Nishimura da Cavia. Okabe atuou como principal compositor e diretor do projeto como um todo. Ele foi trazido para o desenvolvimento assim que o conceito inicial estava sendo criado e trabalhou intermitentemente pelos três anos seguintes até o lançamento. A música foi composta de forma geral separada do desenvolvimento do jogo. Elementos do título muitas vezes foram modificados para poderem se encaixar na música em vez do contrário. Algumas faixas foram utilizadas em modos que os compositores não tinham imaginado, como "Grandma", que foi pensada para o prólogo mas em vez disso foi escolhida para ser um dos temas de batalha dos chefões. A música foi elaborada para que diferentes motivos condutores aparecessem em diferentes arranjos e que transmitissem uma sensação de tristeza, mesmo durante as faixas "eletrizantes". Okabe recebeu grande liberdade sobre como a trilha sonora deveria soar, com o único pedido de Yoko sendo que a música tivesse muitos trabalhos vocais.
Os vocais e letras vieram da vocalista Emi Evans, uma cantora inglesa que vive em Tóquio. A equipe da Monaca havia conhecido Evans enquanto a consideravam para um projeto anterior, com Okabe desejando tê-la em Nier. Ela foi abordada sobre ser a vocalista da trilha sonora alguns meses após o encontro inicial no outono de 2008. Além de cantar, Evans recebeu o pedido para escrever suas próprias letras em idiomas futuristas. Os compositores lhe mostravam versões preliminares das canções e o estilo que desejavam que a língua fosse, com ela inventando as palavras. A cantora escreveu músicas em versões de gaélico escocês, português, espanhol, italiano, francês, inglês e japonês, com a faixa "Song of the Ancients" sendo em um idioma totalmente ficcional. Esta canção foi escrita depois de Evans ter ouvido músicas no maior número possível de línguas e então juntado todas ao mesmo tempo. Para os outros idiomas ela tentou imaginar eles soariam depois decorridos mil anos.
Okabe não queria usar letras tradicionais, achando que elas entrariam em conflito com o projeto do mundo, desejando uma variedade de idiomas a fim de representar a natureza aberta do jogo. Ele também não queria que letras facilmente reconhecíveis fossem cantadas enquanto os personagens estivessem falando ou que quaisquer palavras evocassem emoções nos jogadores. Evans sabia apenas inglês, japonês e francês; ela ouviu outras línguas no YouTube para poder aprender seus ritmos e sons específicos e então os alterou e mixou. Okabe deixou que Evans decidisse como integrar as letras com as formas iniciais das canções, com a única direção sendo o tom emocional das faixas já que o compositor normalmente não sabia onde elas seriam usadas no jogo. Os compositores muitas vezes modificaram suas criações a fim de seguirem o que Evans tinha cantado.
A trilha sonora de Nier é composta em sua maior parte de músicas melancólicas com vocais de Evans. Apenas nove das 43 faixas não possuem algum componente vocal. Um álbum com a trilha sonora, chamado de Nier Gestalt & Replicant Original Soundtrack, foi lançado pela Square Enix em 21 de abril de 2010 Pré-vendas no Japão tinham como bônus dois mini-álbuns, cada um para cada versão diferente: Nier Gestalt Mini Album e Nier Replicant Mini Album. Um álbum com músicas arranjadas intitulado Nier Gestalt & Replicant 15 Nightmares & Arrange Tracks foi publicado em 8 de dezembro de 2010. Outro álbum, Nier Tribute Album -echo-, estreou em 14 de setembro de 2011, seguido po um álbum de arranjos em piano chamado de Piano Collections Nier Gestalt & Replicant de 21 de março de 2012.

### Remasterização
Uma versão aprimorada de Replicant chamada Nier Replicant ver.1.22474487139... foi anunciada em março de 2020 como parte das celebrações de dez anos do lançamento do título original. Foi lançado na Ásia em 22 de abril de 2021 e no dia seguinte ocidente para PlayStation 4, Xbox One e Microsoft Windows. Saito retornou como produtor e Yoko permaneceu como diretor de criação, com o papel de diretor de jogo sendo passado para Saki Ito. O desenvolvimento foi realizado pela Toylogic. ver.1.22474487139... tem dublagem japonesa adicional para que o jogo se tornasse totalmente dublado, com novas e rearranjadas peças musicais sendo produzidas por Okabe.
O combate foi reprojetado por Takahisa Taura da PlatinumGames, que tinha trabalhado no combate da sequência Nier: Automata. A Toylogic foi escolhida porque Yoko conhecia seu fundador, Yoichi Take, da época em que trabalharam juntos na Cavia. Kazuma Koda, que trabalhou em outras obras do universo Nier, produziu artes promocionais. Os personagens foram redesenhados Akihiko Yoshida, Toshiyuki Itahana e Kimihiko Fujisaka; todos os três tinham anteriormente trabalhado em títulos de Drakengard e Nier e foram chamados à pedido de Yoko. Novos conteúdos de história foram adicionados para criar uma conexão narrativa com Automata, além da adição de conteúdos cortados da versão original. Também inclui uma aparição e papel para o pai protagonista de Gestalt. Boa parte do elenco original em inglês também retornou para a remasterização.

## Recepção
Nier Gestalt vendeu mais de 12,5 mil cópias no Japão durante sua primeira semana de lançamento, enquanto Replicant vendeu mais de sessenta mil unidades e foi o jogo mais vendido durante aquela semana. Replicant já havia vendido mais de 121 mil cópias no Japão ao final de maio de 2010, terminando o ano com mais de 134 mil unidades vendidas.
Nier teve uma recepção mista da crítica. Os gráficos foram criticados, com Ryan Clements da IGN dizendo que "uma das maiores falhas de Nier são seus visuais", enquanto Kevin VanOrd da GameSpot lamentou os "visuais insípidos" e "ambientes sem vida". Dustin Quillen da 1UP.com afirmou que o jogo parecia "primitivo", já Adriaan den Ouden da RPGamer escreveu que "os ambientes são sem graça e mal renderizados". Por outro lado, a música e a dublagem foram muito elogiadas; Clements disse que "ambas são bastante excelentes", den Ouden comentou que a trilha sonora era "absolutamente fantástica", Chris Schilling da Eurogamer escreveu que a música estava cheia de "temas memoráveis", enquanto a Famitsu disse que ela estava acima de outros jogos.
Os críticos tiveram opiniões divididas sobre os diferentes estilos de jogabilidade. Seth Schiesel do The New York Times disse que apesar de "haver jogos que se sobressaem em cada área", Nier conseguiu fazer com que todos os estilos formassem um "todo coerente", gostando especialmente de uma seção apresentada inteiramente por texto. Por outro lado, Patrick Kolan da IGN Australia escreveu que os diferentes estilos serem "interessantes" e um dos pontos fortes do jogo, mas sofriam de má execução e coesão que deixavam o título "com transtorno de personalidade dividida". Clements escreveu que "as ideias dos desenvolvedores algumas vezes ofuscam sua implementação", destacando aos elementos da jogabilidade que deixaram Nier divertido. den Ouden achou que a variedade era a melhor parte do jogo, mesmo reconhecendo que nenhuma das seções eram "extraordinárias" por conta própria e facilmente poderiam ser mal encaradas.
O combate normal foi considerado sólido, porém as missões paralelas foram consideradas repetitivas. Quillen afirmou que "as missões paralelas em Nier são tão numerosas quanto totalmente negligentes". VanOrd as chamou de "uma série de eventos monótonos, frequentemente conectados por longas extensões de nada", com a Famitsu dizendo não ter visto muito propósito para elas. Clements escreveu que o combate tinha "uma boa dose de satisfação", porém os jogadores "não [deveriam] esperar algo muito extraordinário", enquanto Kolan denominou o combate como "moderadamente profundo". Os críticos de forma geral tiveram opiniões positivas sobre o enredo e personagens; VanOrd gostou da maioria dos personagens, porém achou que Nier era sem graça e a história "empapada", já Schiesel escreveu que o enredo era "provocador" e "profundo", comentando que ele era "bem sucedido em promover um investimento emocional em seus personagens e em seu mundo". Quillen acreditou que a história "assume algumas viradas fascinantes e realmente originais" e que Nier tinha "um elenco coadjuvante de pessoas genuinamente interessantes", com Schilling afirmando que a história fez o jogo "difícil de se não gostar". A Famitsu escreveu que ficou "deslumbrada" pelos vários finais e que "nada igual já foi feito nos jogos".
Jeffrey Matulef da Eurogamer caracterizou Nier em 2015 como "o jogo raro que fica melhor com o tempo". Ele escreveu que apesar das "vendas ruins e críticas tépidas", o título adquiriu uma posição de cult, algo que atribuiu a seu "sentimento de deslumbramento" causado pela narrativa enigmática, mistura de mecânicas de jogo e tom melancólico.

## Legado
Um conteúdo para download chamado The World of Recycled Vessel foi lançado em 11 de maio de 2010. Era uma pequena expansão que adicionava uma série de quinze batalhas com uma encarnação de Nier diferente daquela vista no jogo principal. O protagonista entra nas batalhas em um mundo de sonhos acessado por meio de um diário em sua casa. A expansão também oferece novas roupas e armas para serem usadas no jogo normal. Saito posteriormente comentou que "várias coisas" relacionadas a Nier estavam em progresso e que um anúncio poderia ocorrer em 2011. O único anúncio oficial acabou sendo não de um jogo, mas sim de concerto musical intitulado Nier Night ~ Evening of Madness, que ocorreu no Japão apenas em 28 de outubro de 2011.
Nier foi o último jogo produzido pela Cavia, que acabou absorvida em julho de 2010 por sua empresa-mãe AQ Interactive. Houve planos em março de 2011 entre Yoko e Takuya Iwasaki, um dos produtores do Drakengard original, com o objetivo de desenvolver uma conversão de Nier para PlayStation Vita através da Orca, companhia de Iwasaki. A conversão incorporaria materiais de ambas as versões do jogo, porém o projeto acabou arquivado quando a Orca foi escolhida para desenvolver Dragon Quest X. Vários membros da equipe de Nier reuniriam-se posteriormente para desenvolver Drakengard 3. Uma sequência intitulada Nier: Automata foi desenvolvida pela PlatinumGames e lançada no Japão em fevereiro de 2017 e em outros territórios no mês seguinte, tendo o retorno de Yoko, Saito, Okabe e Evans.